# UY Volantis

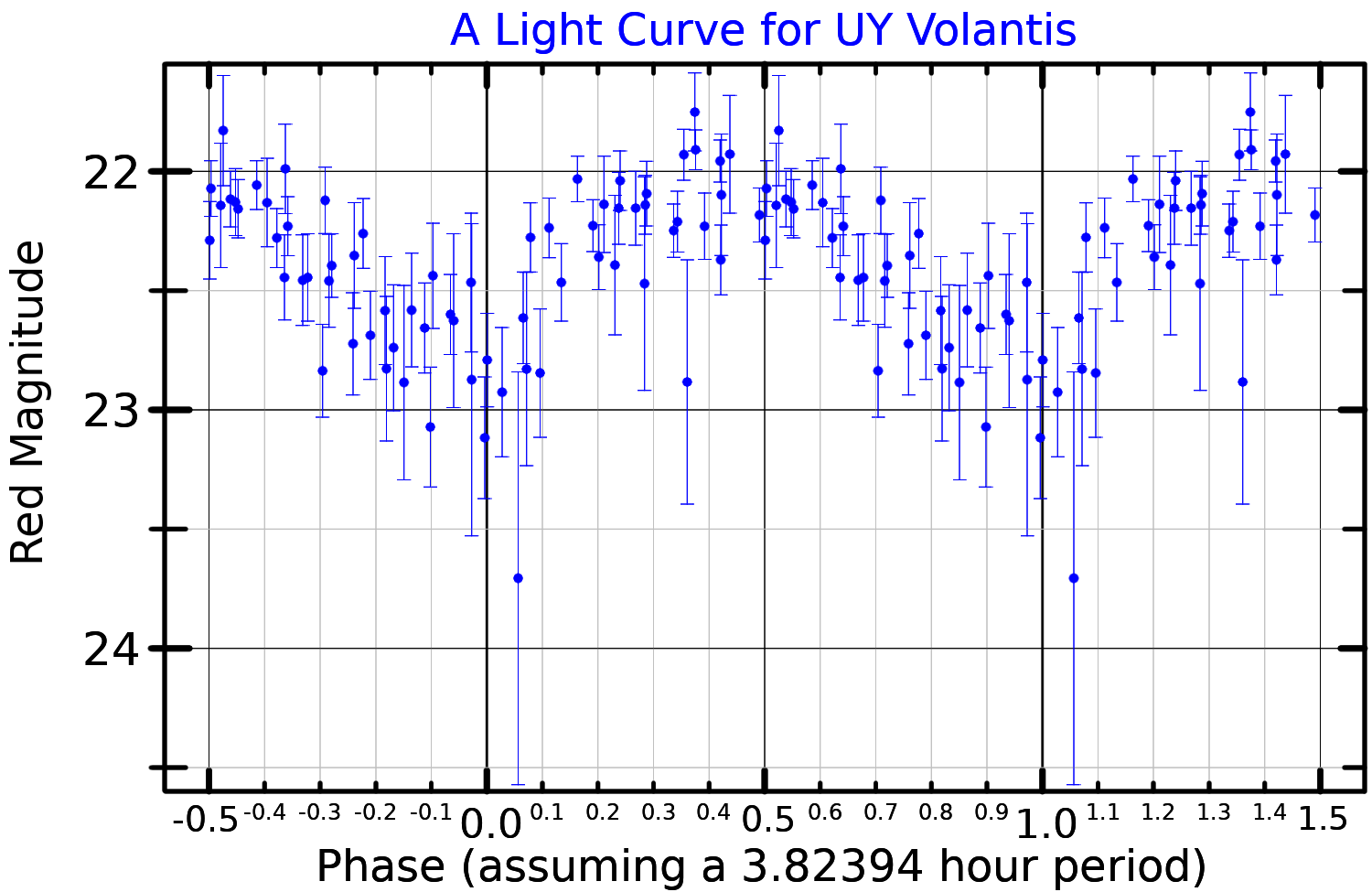
Curva de luz de UY Volantis

UY Volantis (UY Vol) es una binaria de rayos X de baja masa situada en la constelación del Pez Volador.
Tiene magnitud aparente +16,9 y se encuentra a una distancia no superior a 6 kilopársecs —19 500 años luz— del sistema solar.

## Historia
UY Volantis fue descubierta en 1985 por el satélite EXOSAT, revelando estallidos termonucleares y de rayos X. Muestra eclipses —simultáneamente en el espectro visible y en rayos X— de 8,3 minutos en cada órbita de 3,82 horas de duración. También se caracteriza por una alta variabilidad en bajas y altas frecuencias.
UY Volantis comenzó una transición de actividad a quiescencia en agosto de 2008, después de más de 24 años de continua acreción. Desde entonces, ha sido exhaustivamente estudiada por varios observatorios de rayos X.

## Características
UY Volantis es un sistema binario formado por una estrella de neutrones y una compañera estelar; esta última, asumiendo que está en la secuencia principal, puede tener una masa entre 0,11 y 0,45 masas solares.
UY Volantis es la única fuente en donde se han detectado líneas de absorción desplazadas hacia el rojo durante los estallidos de rayos X, habiéndose evaluado su relación masa/radio, igual a 0,152 masas solares/km. Ello ha permitido inferir la masa de la estrella de neutrones, entre 1,4 y 1,8 masas solares, así como su radio, entre 12 y 15 km. En 2010, su luminosidad bolométrica —en todas las longitudes de onda— era de 5,6×1033 erg/s, un 46 % superior a la luminosidad solar, mientras que su temperatura efectiva alcanzaba los 109 eV —más de 1 200 000 K—.
La corteza de la estrella de neutrones presenta una elevada conductividad térmica y contiene material con pocas impurezas. Asimismo, se piensa que dicha corteza está muy cerca de alcanzar el equilibrio térmico con el núcleo, y que la estrella de neutrones se está enfriando mediante mecanismos estándar. La frecuencia de rotación de UY Volantis es de 552 Hz, que corresponde a un período de rotación de 1,812 milisegundos.